# Малочередово
Малочередово — деревня в Знаменском районе Омской области. Входит в состав Шуховского сельского поселения.

## История
Основана в 1880-х годах, как выселок из деревни Чередовой. В 1928 г. состояла из 34 хозяйств, основное население — русские. В составе Знаменского сельсовета Знаменского района Тарского округа Сибирского края.

## Население
| 1926 | 2002 | 2010 |
| ---- | ---- | ---- |
| 250  | ↘39  | ↘14  |